# IU (Sängerin)

IUs Autogramm

IU (아이유; * 16. Mai 1993 in Seoul; bürgerlich Lee Ji-eun) ist eine südkoreanische Popsängerin der zweiten K-Pop-Generation, Songschreiberin und Schauspielerin.
Als Mittelschülerin sang sie bei verschiedenen Talentagenturen vor und unterzeichnete 2007 schließlich einen Vertrag mit LOEN Entertainment (2018 umbenannt zu Kakao M). Im darauffolgenden Jahr wurde ihr Debütalbum, Lost and Found, veröffentlicht. Durch ihre Folgealben erreichte sie Bekanntheit, aber es war der Song Good Day (좋은날 Joeun Nal) von der 2010 erschienenen EP Real, der ihr nationale Berühmtheit bescherte und fünf Wochen an der Spitze der südkoreanischen Gaon Charts stand.
Durch den Erfolg ihrer 2011 erschienenen Alben, Real+ und Last Fantasy zementierte sie ihr Image und etablierte sich als eine der populärsten Sängerinnen der südkoreanischen Musikindustrie. Für ihr drittes Studioalbum, Modern Times (2013), verfolgte sie einen erwachseneren Stil, während durch ihre folgenden Werke, A Flower Bookmark (2014) und Chat-Shire (2015), eine Entwicklung abweichend vom Mainstream-K-Pop zu beobachten ist. Chat-Shire ist auch IUs erstes Album, in dem sie als alleinige Songschreiberin und Produzentin auftritt.
IU veröffentlichte vier Studioalben und neun EPs und ist eine der erfolgreichsten Sängerinnen Südkoreas. Seit 2012 wird sie stets in Korea Power Celebrity 40 des Magazins Forbes gelistet. Sie hat die meisten Nummer-eins-Hits der Korea K-Pop Hot 100 des Magazins Billboard und hält auch den Rekord für die meisten Wochen an der Spitze der Charts. Von 2010 bis 2018 hatte sie 14 Nummer-eins-Titel in den Gaon Digital Charts, so viele wie sonst niemand. Neben ihrer Musikkarriere moderiert IU Radio- und Fernsehsendungen und ist als Schauspielerin aktiv. Nach ihrer Nebenrolle in der Fernsehserie Dream High (2011) spielte sie Hauptrollen in You’re the Best, Lee Soon-shin, Pretty Man, Producer, Moon Lovers – Scarlet Heart Goryeo, My Mister und Hotel del Luna.

## Leben
IU wurde am 16. Mai 1993 in Seoul geboren. Sie wuchs in den Städten Uijeongbu und Hanam in der Provinz Gyeonggi sowie in Gwangjin-gu in Seoul auf. Für längere Zeit lebte sie zusammen mit ihrer Großmutter und ihrem Bruder getrennt von ihren Eltern. Während des Besuchs der Mittelschule fand IU ihre Passion für Musik und strebte nach einem Auftritt an ihrer Schule eine Karriere als Sängerin an. Sie sang bei ungefähr 20 Unterhaltungsagenturen vor und wurde dabei auch Opfer von Vorschussbetrug. 2007 war sie schließlich erfolgreich und unterschrieb bei LOEN Entertainment und zog in der Folge nach Bangbae-dong (Seoul). IU ging davon aus, sie würde dort drei bis vier Jahre Trainee sein und letztendlich Mitglied einer Girlgroup werden. Doch stattdessen entschied sich das Management, IU bereits 2008 nach nur zehn Monaten ihr Debüt zu verschaffen. Der Künstlername IU wurde vom Management festgelegt und steht für „I and You become one through music“ (Ich und Du werden Eins durch Musik). Die sich abzeichnende Karriere im Show-Business sorgte für eine nachlassende Anwesenheit in der Schule und schlechtere Noten. Sie schloss am 9. Februar 2012 die Dongdeok-Mädchenoberschule in Seoul ab und konzentrierte sich seitdem komplett auf ihre Karriere.
IU war von 2013 bis 2017 mit dem elf Jahre älteren, südkoreanischen Rockmusiker Chang Kiha liiert. Beide trafen sich Ende 2013, als IU Gast in einer Radiosendung war, die Chang moderierte. Die Beziehung wurde im Oktober 2015 publik gemacht.

## Karriere

### 2008–2009: Debüt und Growing Up
Ihren ersten Auftritt hatte IU am 18. September 2008 mit ihrem Lied Mia (미아) in dem Fernsehprogramm M! Countdown. Es war die Hauptsingle ihrer kurz darauf erschienenen Debüt-EP Lost and Found. Diese war allerdings nicht erfolgreich. Dennoch wurde IU vom Ministerium für Kultur, Sport und Tourismus als „Nachwuchskünstlerin des Monats“ ausgezeichnet. In einem Interview im Jahr 2011 offenbarte sie, dass sie dankbar für den mangelnden Erfolg am Anfang ihrer Karriere war. Denn anderenfalls würde sie ihr Management und weitere Beteiligte nicht würdigen und ihre spätere Popularität nicht im gleichen Maße schätzen.
Am 23. April 2009 erschien ihr erstes Studioalbum Growing Up mit dem Haupttitellied Boo. Mit diesem war sie erfolgreicher als mit Lost and Found. Der Titelsong Boo unterschied sich stark von der „dunklen“ Ballade Mia. Mit dem neuen Lied wurde ein süßes Image verfolgt. Ende 2009 erschien IUs zweites Mini-Album, iu…im. Ab dem 13. November 2009 trat sie in den Musiksendungen der drei großen Fernsehsender Südkoreas (KBS, SBS, MBC) auf, mit ihren Titelsong Marshmallow (마쉬멜로우). 2013 verriet IU in der Sendung Happy Together, dass sie es nicht mochte, sich so mädchenhaft anzuziehen wie für die Auftritte des Songs. Das Lied wurde von der Öffentlichkeit gut aufgenommen und folgte dem Image von Boo.
Zusätzlich zu ihren Albumveröffentlichungen wirkte IU 2009 erstmals an Soundtracks für Fernsehdramen mit: Strike Love (2009 외인구단) und Queen Seondeok (선덕여왕) von MBC. Außerdem arbeitete sie mit Mighty Mouth und The Three Views für deren Alben zusammen. Mit steigender Popularität trat IU vermehrt als Gast in Fernsehsendungen auf wie Star Golden Bell, Kim Jung-eun’s Chocolate und You Hee-yeol’s Sketchbook. Außerdem wurde sie Moderatorin für die wöchentliche Chart-Show von GOM TV und war regelmäßiger Gast in den Radiosendungen Kiss the Radio, Volume Up, Starry Night und Chinhan Chingu (친한친구).

### 2010: Good Day und Schauspieldebüt

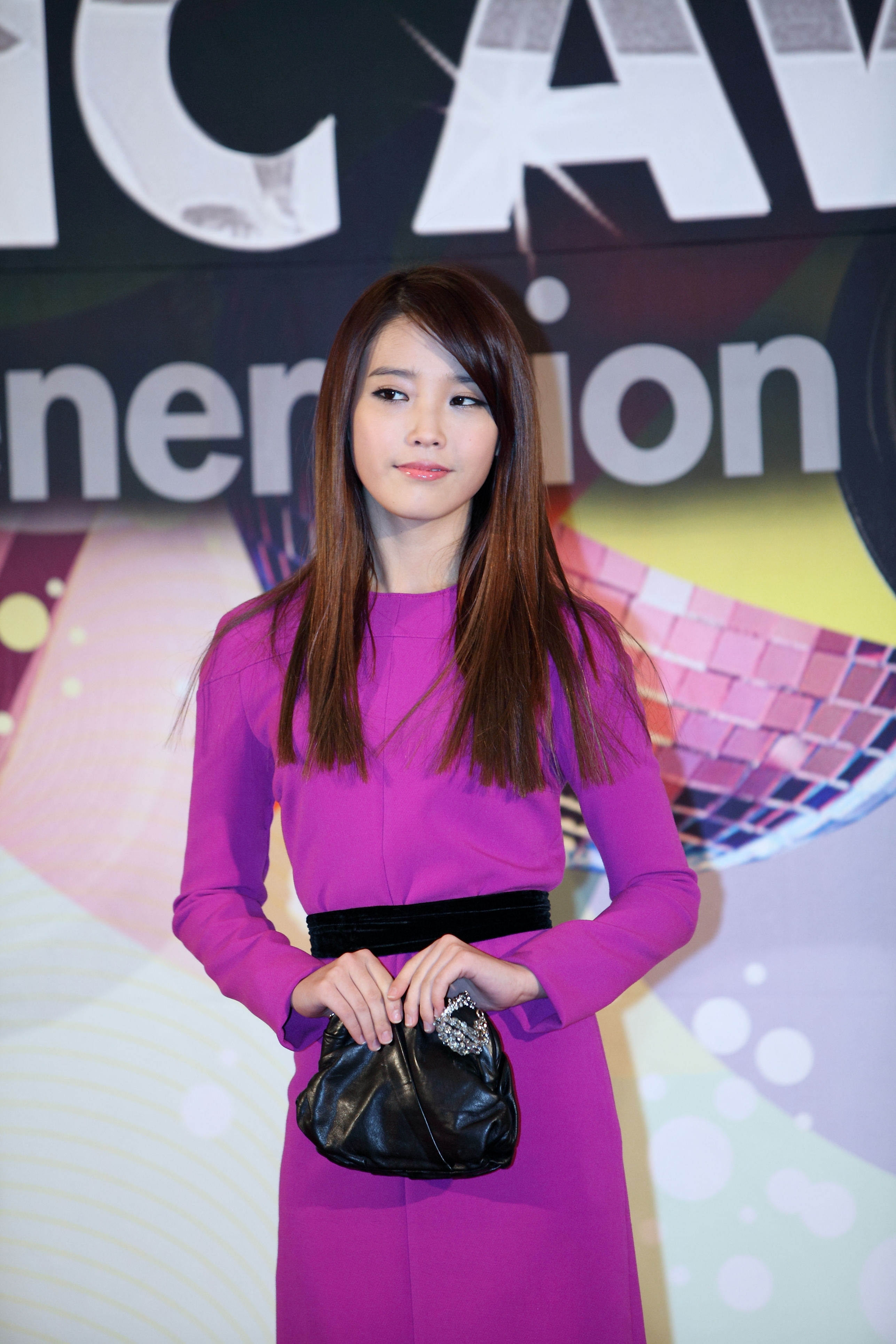
IU bei den Melon Music Awards 2010

Am 3. Juni 2010 wurde das Lied Jansori (잔소리) veröffentlicht, ein Duett mit Seulong von 2AM. Der Song stand für drei Wochen an der Spitze der südkoreanischen Charts. Geschrieben wurde das Lied von Kim Eana und Lee Min-soo. Es wurde verwendet als einer der Songs der zweiten Staffel der Fernsehsendung We Got Married. Kurz darauf veröffentlichte IU den Song Yeoja-raseo (여자라서) vom Soundtrack des Historiendramas Road No. 1 (로드 넘버원). Die Kollaboration Geudaeneyo (그대네요) von IU mit Sung Si-kyung für dessen Album erreichte Platz 1 der Gaon-Charts. Im November wurde sie als Werbefigur für das MMORPG Alicia ausgewählt. Außerdem wirkte sie am Soundtrack des Videospiels mit.
IUs dritte EP, Real, wurde am 9. Dezember 2010 veröffentlicht. Das Lied Good Day stammt von der Songschreiberin Kim Eana und dem Komponisten Lee Min-soo. Mit beiden arbeiteten sie bereits für Jansori zusammen. Sie bilden einen wesentlichen Teil bei IUs Erfolg. Nach Kim Eana handle Good Day von einem schüchternen Mädchen, das nervös wird, wenn sie dem jungen, den sie mag, ihre Gefühle gestehen möchte. IU gewann zahlreiche Auszeichnungen in den Musiksendungen M! Countdown, Music Bank und Inkigayo. Sowohl Kim als auch Lee attestieren dem Wort 오빠 Oppa, das IU in dem Lied sing, ein Erfolgsfaktor zu sein.
Von Juli 2010 bis Mai 2011 gehörte IU zur Besetzung der Variety-Show Heroes. Kurz darauf gab sie ihr Schauspieldebüt in dem TV-Drama Dream High. Die Serie wurde von Dezember 2010 bis Februar 2011 gedreht. IU spielte Kim Pil-suk, ein schüchternes Mädchen mit Übergewicht, das davon träumt, eine Sängerin zu werden. IU gab zu, dass sie Zweifel hatte, plötzlich zu Schauspielern, gewann allerdings Selbstbewusstsein, da ihre Rolle Gesang verlangte. Später beschrieb sie die Erfahrung als sehr erfreulich.

### 2011: Last Fantasy
Im Februar 2011 erschien eine Folge-EP zu Real mit dem Titel Real+ und drei Liedern. Der Haupttitel, Na-man Mollatdeon Iyagi (나만 몰랐던 이야기), wurde von Yoon Sang und Kim Eana geschrieben. Die Ballade stellte einen musikalischen Unterschied zu IUs vorherigen Veröffentlichung dar, mit dunkler, trauriger und nostalgischer Stimmung. Der Titel erreichte die Nummer 1 der südkoreanischen Charts.

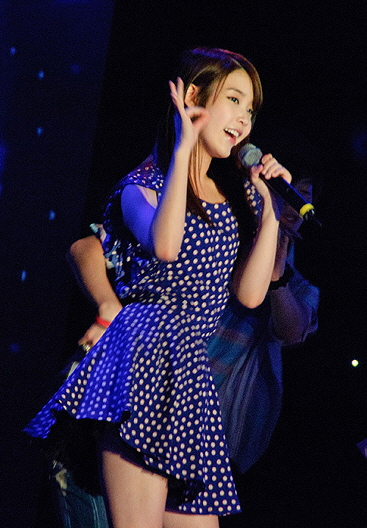
IU bei einem Auftritt am 29. Juni 2011

Nach dem Ende von Dream High nahm IU mehrere kleinere Projekte an. Sie trat als Opening Act von Corinne Bailey Raes erstem Solokonzert in Seoul auf. Bailey Rae, die IU als Vorbild bezeichnet, sagte von IU: „Es ist unglaublich, dass ihr Stimme so gefühlvoll ist, obwohl sie so jung ist“. Im Mai nahm IU ihren ersten eigens komponierten Song auf, Hold My Hand (내 손을 잡아), für den Soundtrack der Fernsehserie The Greatest Love (최고의 사랑). Der Song erreichte Platz zwei der Charts. Im Juni begann IU als Moderatorin des Musikprogramms Inkigayo. Diese Position übte sie bis Juli 2013 aus. Zwischen Mai und Juli 2011 nahm IU an dem Reality-Eiskunstlauf-Wettbewerb Kim Yunas Kiss & Cry teil, bis sie in der achten Folge ausschied. Zu dieser Zeit partizipierte sie auch in der Sendung Immortal Songs: Singing the Legend, sagte aufgrund ihrer Belastung durch viele TV-Auftritte und ihres Zeitplans aber nach einer Episode bereits ab. Von ihren Tätigkeiten als Sängerin, Unterhalterin und Schauspielerin beschrieb IU Auftritte in Variety-Shows am anstrengendsten.
IUs zweites Album, Last Fantasy, erschien am 29. November 2011 in zwei Versionen; einer regulären Edition und einer Sonderedition mit nur 15.000 Einheiten. Die Korea JoongAng Daily beschrieb das Album als eines, dass „allen musikalischen Geschmäckern und Fans gerecht wird“, während Jeff Benjamin vom Billboard „filmische Gefühl“ durch das erste Lied Bimil (비밀) hervorhob. Für das Album arbeitete IU mit Singer-Songwritern wie Yoon Sang, Lee Juck und Ra.D zusammen. Kumuliert wurden die Lieder des Albums innerhalb der ersten zwei Wochen mehr als zehn Millionen Mal heruntergeladen. Acht der 13 Songs stiegen direkt in die Top-10 der südkoreanischen Gaon Charts ein und das Album auf Platz eins der Album-Charts. Der Haupttitel You and I (너랑 나) wurde IUs erfolgreichster Song mit 5,5 Millionen Downloads bis Ende 2012.
Am 14. Dezember 2011 veröffentlichte EMI Music IUs japanisches Prä-Debüt-Album I □ U, welches ihre erfolgreichsten koreanischen Lieder enthält sowie eine DVD mit Musikvideos.

### 2012: Debüt in Japan und Tournee

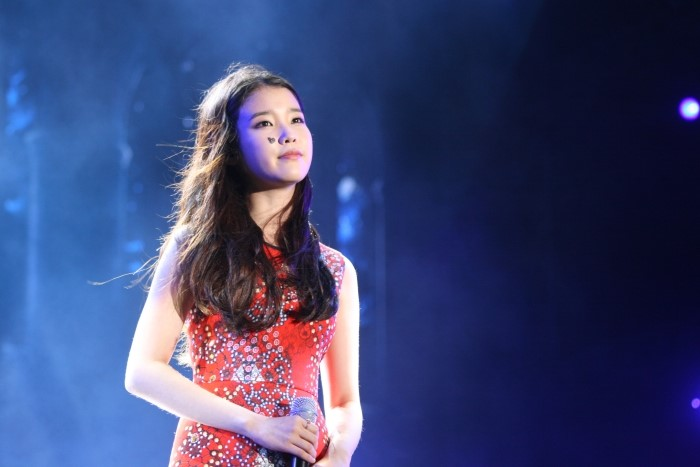
IU auf der Expo 2012 in Yeosu

Am 24. Januar 2012 präsentierte IU ihre Songs in der Bunkamura Orchard Hall in Tokio vor 4000 Gästen unter Begleitung eines Orchesters. Einige Szenen des Konzerts wurden für das Musikvideo zu Last Fantasy genutzt. Schließlich wurde auch der 21. März 2012 als Erscheinungstag für ihre erste japanische Single Good Day bekanntgegeben. Die Single verkaufte sich in der ersten Woche 21.283-mal und erreichte Platz 6 der Oricon-Charts. Im Juli erschien auch eine japanische Version von You and I, die Platz vier der Singlecharts erreichte. Zusätzlich zu ihren Veröffentlichungen in Japan tourte IU durch die Städte Tokio, Sapporo, Nagoya, Osaka und Fukuoka.
Aufgrund der Vorbereitungen ihrer ersten Tournee konnte IU ihre fünfte EP nicht in den südkoreanischen Musikshows durch Auftritte bewerben. Die EP Seumu Sal-ui Bom (스무 살의 봄) erschien am 11. Mai 2012. Das Album trägt seinen Namen (dt. Frühling einer Zwanzigjährigen) da IU das koreanische Alter von 20 Jahren erreichte. Die EP enthält drei Songs, einschließlich des von IU geschriebenen Haupttitels Peach (복숭아 Boksunga). Der Song Every End of the Day (하루 끝 Haru Kkeut) hielt für zwei Wochen die Nummer eins der Gaon Digital Charts und hielt sich in den Billboard K-Pop Hot 100 vier Wochen an der Spitze. Dafür veröffentlichte IU ein 26 Minuten langes Musikvideo im Stile einer Dokumentation mit Aufnahmen in Venedig und Burano.

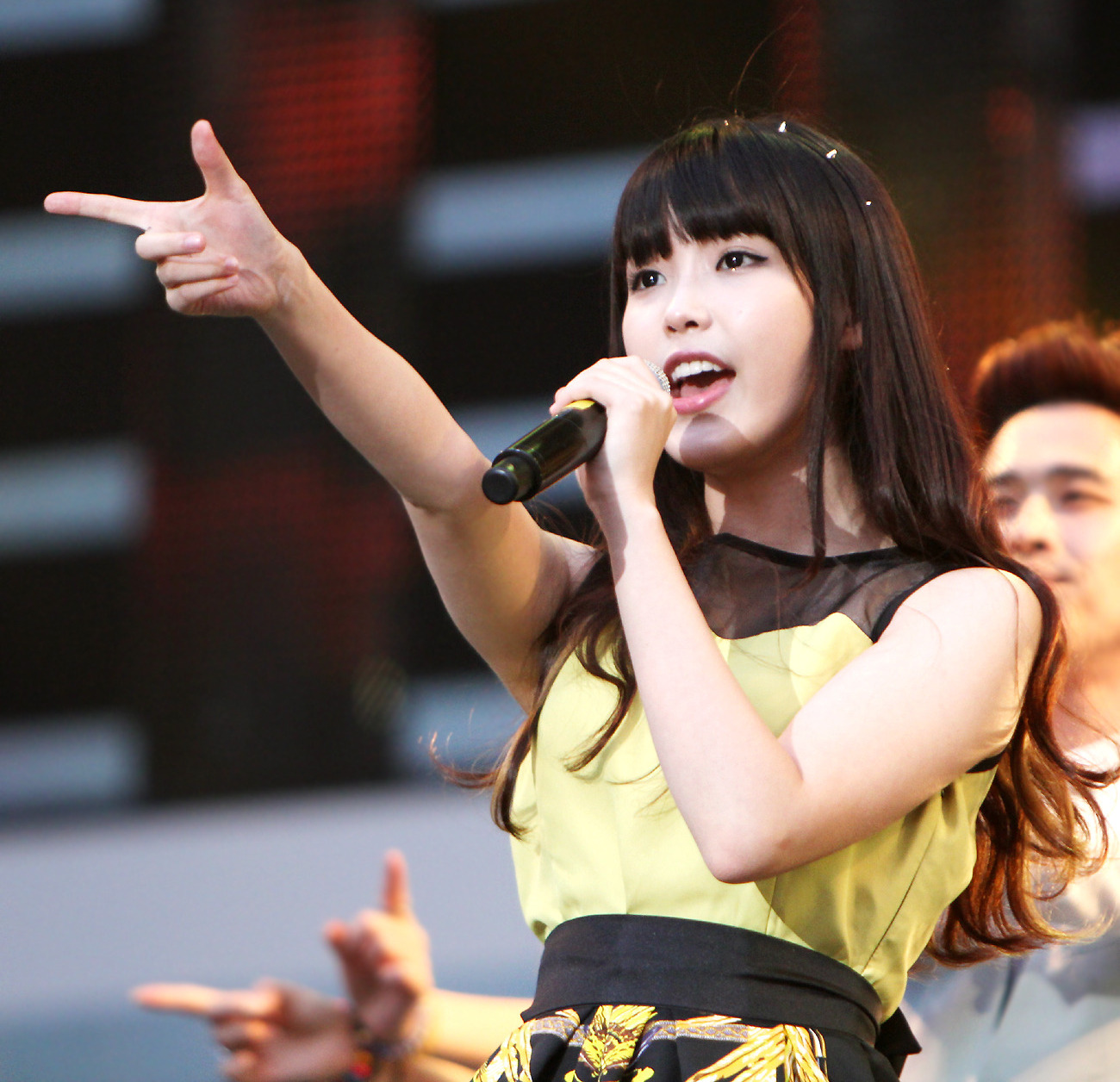
IU bei einem Auftritt von You and I im September 2012

Am 2. und 3. Juni 2012 startete IU ihre erste Tournee mit dem Titel Real Fantasy. Dabei trat sie in Seoul, Ulsan, Jeonju, Suwon, Busan und Daegu auf. Ihre Tournee endete am 23. September 2012 mit zwei Konzerten in Seoul. Außerdem trat IU im Juli auf der Expo 2012 in Yeosu auf, für die sie das Titellied sang und zur Botschafterin berufen wurde.
Nach ihrer Tournee Real Fantasy und weiteren Auftritten in Japan, nahm IU wieder ihre Moderatorenrolle der Musikshow Inkigayo wahr, nach dreimonatiger Abwesenheit. Außerdem moderierte sie die kurzlebige Quizsendung Quiz Show Q auf MBC, gemeinsam mit Park Myeong-su und Sun Bom Soo. Außerdem führte sie am Jahresende durch Gayo Daejeon von SBS, einem jährlichen Musikprogramm, gemeinsam mit Bae Suzy und Jung Gyu-woon. Von 2012 bis 2013 war IU zudem Werbebotschafterin und In-Game-Figur für das MMORPG Aion von NCSoft.
Für ihre Erfolge erhielt IU zwei Preise auf den Seoul Music Awards 2012: Last Fantasy wurde als bestes Album ausgezeichnet; außerdem gehörte sie zu den zehn Künstlern, die den Hauptpreis (Bonsang) erhielten. Auf den Korean Music Awards wurde Good Day als Song des Jahres und bester Popsong ausgezeichnet, während IU zur Musikerin des Jahres durch Onlineabstimmung gewählt wurde. Das Magazin Billboard bezeichnete IU als einer der angesagtesten Musiker unter 21 Jahren aufgrund ihres „einzigartigen Charmes und [ihrer] unbestreitbaren Hits [die] sie zu einem echten Superstar machten“.

### 2013: Erste Schauspielrollen und Modern Times

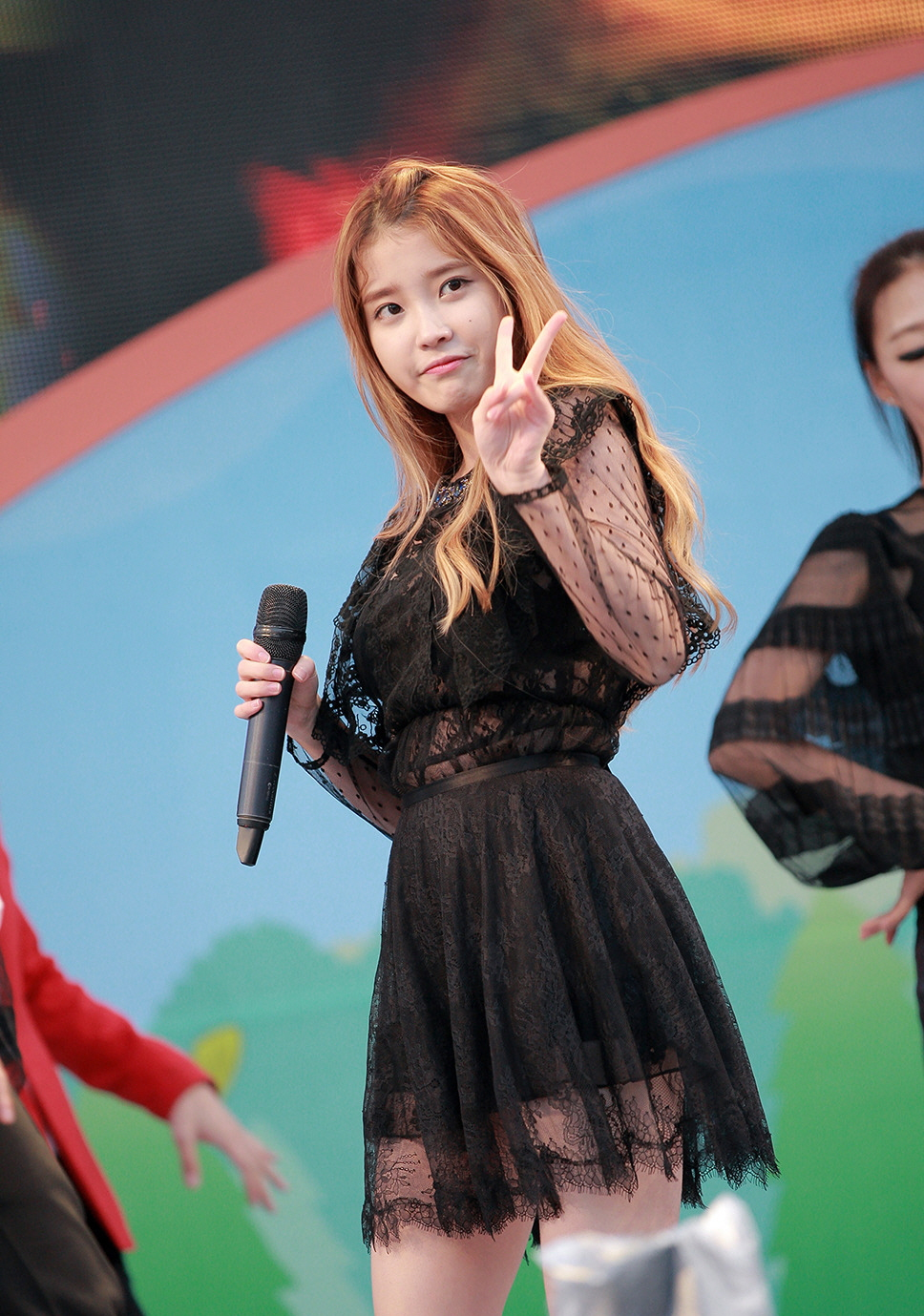
IU bei einem Auftritt am Korea Cancer Center Hospital (2013)

IU spielte 2013 ihre erste Hauptrolle in der Fernsehserie Choegoda I Sun-sin (최고다 이순신) von KBS2. Über 50 Folgen spielte sie Lee Sun-sin, ein durchschnittliches aber wagemutiges Mädchen, vom 9. März bis zum 25. August 2013. Mit fortschreitender Dauer der Serie erhielt IU positive Kritik und Einschaltquoten mit bis zu 30,8 %.
In dem gleichen Zeitraum veröffentlichte IU ihre zweite EP in Japan mit dem Titel Can You Hear Me?. Auf der EP sind IUs erste original japanische Songs. Die Singles Beautiful Dancer und New World erreichten Platz 66 bzw. Platz 76 der Billboard Japan Hot 100 und damit deutlich schlechter als die ins Japanische übersetzten Versionen von Good Day und You and I. Rolling Stone Japan gab dem Album eine mittelmäßige Kritik, hob aber die Lieder Beautiful Dancer und Truth als sehr gelungen hervor. Beide Songs wurden von the R&B-Produzenten Jimmy Jam und Terry Lewis geschrieben. Am 11. September 2013 erschien IUs nächste japanische Single, Monday Afternoon, die auf Platz 9 der täglichen Oricon-Charts einstieg.
Fast zwei Jahre nach Last Fantasy veröffentlichte IU ihr drittes Studioalbum, Modern Times, am 8. Oktober 2013. Es gilt als großer Schritt der Sängerin mit reiferer Musik als ihre vorherigen Lieder. IU schrieb zwei der 13 Songs des Albums. Die Vielschichtigkeit der Jazz-Stile sowie das Zusammenarbeiten mit talentierten Künstlern wurde ausdrücklich erwähnt im Billboard, der Korea Herald und auf Seoulbeats. Laut Jessica Oak vom Billboard-Magazin sorge das Album für nostalgische Stimmung mit modernen Einflüssen in etwa wie Christina Aguileras Back to Basics (2006). IU überzeuge durch ihre musikalische Empfindsamkeit jenseits einer typischen 20-Jährigen. The Korea Herald schrieb, die altmodischen Sounds und modernen Effekte seien künstlerisch zusammengefügt worden und bilden eine frische aber vertraute Reihe von Liedern. Modern Times habe ein eigentümliches, sorgenfreies Gefühl, das an die Goldene Zwanziger erinnere. Modern Times stieg auf Platz eins der südkoreanischen Albumcharts ein, während sieben Songs es in die Top-10 der Digital Charts schafften. Im Zuge der Veröffentlichung führte IU ihre zweite Tournee auf.
Ende des Jahres spielte IU die weibliche Hauptrolle in der romantisch-komödiantischen Fernsehserie Bel Ami (예쁜남자 Yeppeun Namja). Darin spielte sie ein gewöhnliches, verspieltes und sorgenfreies Mädchen, das seit der Oberschule einseitig verliebt ist. Zudem erschien am 20. Dezember 2013 eine Neuauflage von IUs zuvor veröffentlichten Album unter dem Titel Modern Times – Epilogue mit zwei weiteren Liedern: Friday (금요일에 만나요) und Pastel Crayon (크레파스). Friday wurde von IU selbst geschrieben und schaffte es in die Top-10 der Jahresendcharts 2014, obwohl der Song in Musiksendungen nicht aktiv beworben wurde.

### 2014: A Flower Bookmark

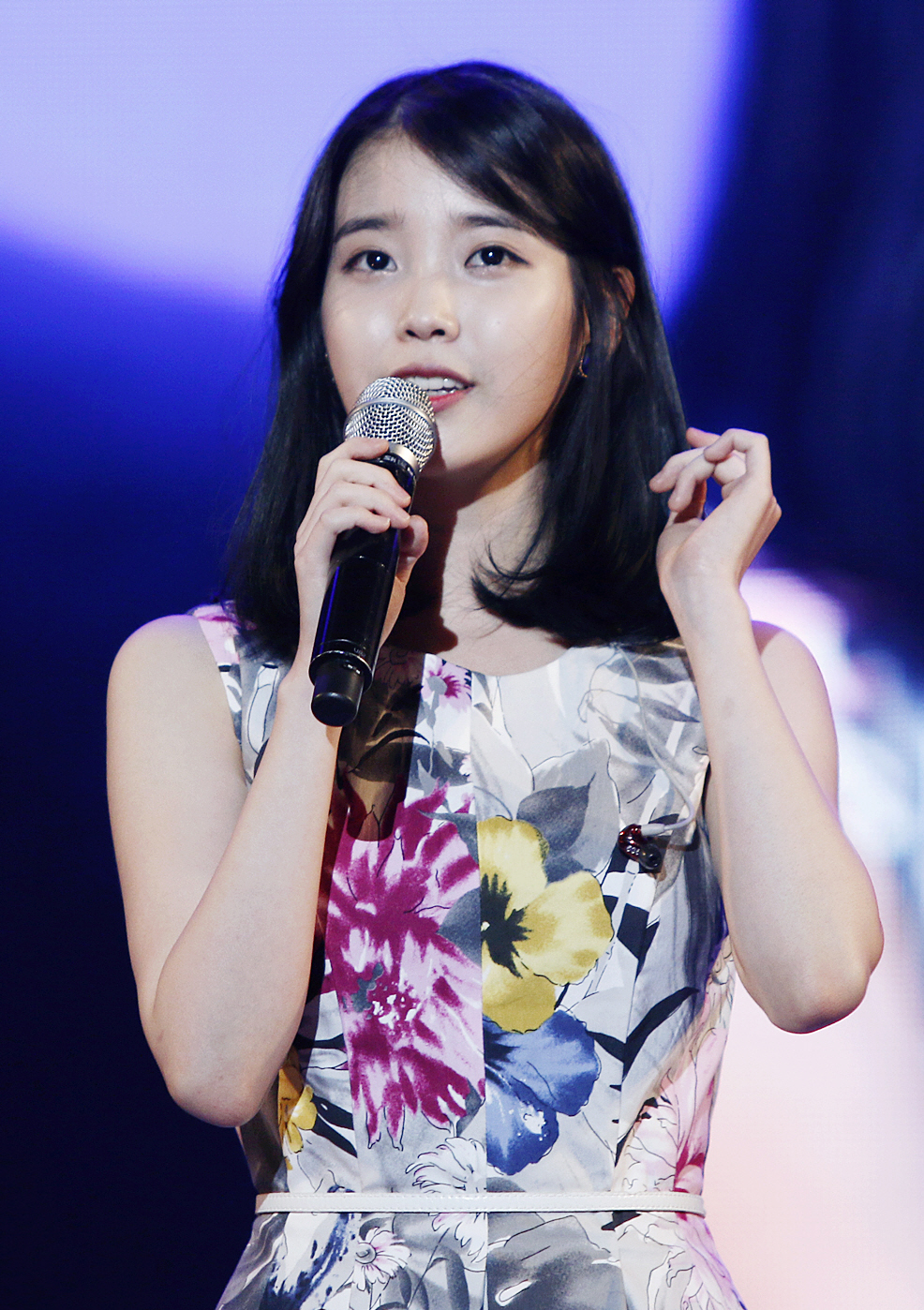
IU bei einem Auftritt im Juni 2014 an der Yonsei University

Am 16. Mai 2014 veröffentlichte IU ihre erste Cover-EP A Flower Bookmark (꽃갈피 Kkotgalpi). Darauf enthalten sind sieben Coverversion von Liedern, deren Originale in den 1980ern und 1990ern veröffentlicht wurden, von Balladen, über Dance, Folk und Rock. Das Album entstand auf Anfragen von Fans und positiver Rückmeldungen zu vorherigen Coversongs. Drei der Lieder stiegen direkt in die Top 10 der südkoreanischen Gaon Charts ein, wobei der Haupttitel My Old Story (나의 옛날 이야기) Platz 2 der Charts erreichte. Die EP wurde positiv aufgenommen. Sohn Ji-young von der Korea Herald lobte IUs Neuinterpretationen; IU halte das Gleichgewicht zwischen dem Erhalt des Originals und den Songs dennoch eine eigene Note zu verleihen. Jeff Benjamin vom Billboard betonte das Lied Pierrot Smiles at Us (삐에로는 우릴 보고 웃지), da dieses IUs Vielfalt als Sängerin beweise. Letztenendes wurde A Flower Bookmark für den Melon Music Award als Album des Jahres nominiert und landete auf der Billboard-Liste der besten K-Pop-Alben 2014 auf Platz 3.
IUs dritte Konzertreihe, Just One Step… That Much More, wurden vertraulicher und kleiner geplant. Die Tournee fand an acht Nächten zwischen dem 22. Mai und dem 1. Juni 2014 statt. Die Eintrittskarten für die Tournee waren nach zehn Minuten ausverkauft. Gäste für IUs Tournee waren Kim Jong-hyun, Jung Yong-hwa, Hwang Kwanghee, Kim Bum-soo, Lim Seul-ong, Jo Jung-suk, Ha Dong-kyun und Akdong Musician. Der Gewinn durch die Tournee wurde an die Opfer des Unglücks der Fähre Sewol gespendet.
Zwei Monate nach ihrer Tournee trat IU erstmals in den Vereinigten Staaten auf, vor 42.000 Besuchern auf dem KCON Music Festival in Los Angeles. August Brown von der Los Angeles Times schrieb, IU habe durch ihre lebhaften Bühnenauftritte das Format eines K-Pop-Weltstars. IU drückte ihre Anspannung vor dem Auftritt in einem Interview mit Jeff Benjamin vom Billboard-Magazin aus: „Ich werde immer nervös wenn ich auf internationalen Veranstaltungen auftrete… Ich denke, ich sollte Englisch lernen, für meinen nächsten Besuch in den USA. Es ist erdrückend, nicht mit Fans kommunizieren zu können…“
Im Verlauf des gesamten Jahres arbeitete IU mit einigen anderen Künstlern zusammen und erzielte Top-Ten-Hits: Not Spring, Love, or Cherry Blossoms (봄, 사랑, 벚꽃 말고 Bom, Sarang, Beotkkot Malgo), die erste Single von High4, für die IU den Songtext schrieb und einen Teil selbst sang, erreichte Platz eins der Gaon- und Billboard-K-Pop-Charts. Anxious Heart (애타는 마음 Aeta-neun Maeum) von Ulala Session und IU, das bereits 2012 aufgenommen wurde, jedoch erst 2014 veröffentlicht wurde, da der Frontsänger der Gruppe verstarb, erreichte Platz vier der Gaon-Charts. Sing for Me (노래 불러줘요 Norae Bulleojwoyo), ein Lied, das auf dem achten Studioalbum von g.o.d veröffentlicht wurde, erreichte Platz neun in den Charts. Sogyeokdong (소격동), von Seo Taiji erreichte Platz vier und When Would It Be (언제쯤이면 Eonjejjeumimyeon), ein Duett mit Yoon Hyun-sang erreichte Platz neun der Charts. Nachdem Not Spring, Love, or Cherry Blossoms die Spitze der Billboard Korea K-Pop Hot 100 erreichte, führte IU die All-Zeit-Chartliste mit fünf Nummer-eins-Liedern und als Sängerin mit den meisten Wochen an der Spitze der Charts seit Einführung im September 2011.

### 2015: Producer und Chat-Shire

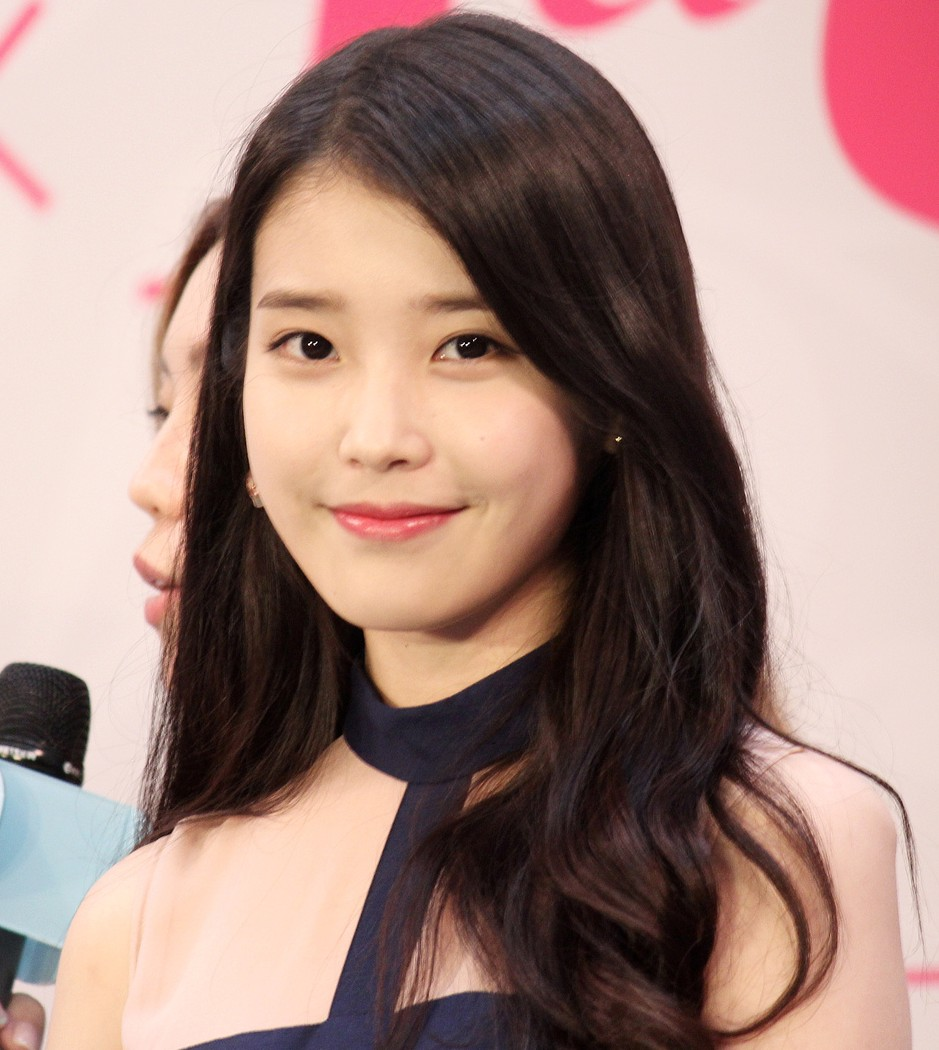
IU 2015 in Hongkong

Beginnend mit dem Jahr 2015 startete die Fernsehserie Producer, in der IU eine Hauptrolle an der Seite von Kim Soo-hyun, Cha Tae-hyun und Gong Hyo-jin spielt. Die Mockumentary war eine der meist erwarteten Fernsehserien der Saison in Südkorea. IU spielte eine Popdiva, die in einer Variety-Show mitspielt, um ihr öffentliches Image zu verbessern. Das Auftreten ihrer Figur wurde als kalt empfunden, worüber IU sagte, sie könne sich mit ihrer Figur identifizieren. Die Serie und IUs Darstellung wurden anfangs mäßig aufgenommen, erhielten aber im Verlauf bessere Kritiken und höhere Zuschauerzahlen. IU sang als Cindy zwei selbst geschriebene Lieder in der Serie, Twenty Three und Heart (마음 Maeum). Beide Songs erschienen später als Bonustitel auf ihrem Album Chat-Shire.
Nachdem die Dreharbeiten für Producer beendet waren, nahm IU an dem alle zwei Jahre stattfindenden Musikfestival der Variety-Show Infinite Challenge teil. Dabei erhalten die teilnehmenden Singer-Songwriter einen der Moderatoren als Partner, um einen Song für das Festival zu schreiben. Die Vorbereitung auf das Festival wurde über sieben Episoden ausgestrahlt. IU erhielt Park Myeong-su als Partner. Gemeinsam nahmen sie den Song Leon auf, inspiriert durch den Film Léon – Der Profi. Zum Festival am 13. August 2015 im Alpensia Jumping Park kamen 40.000 Zuschauer. Dort führten beide den Song erstmals live auf. Die Fernsehausstrahlung hatte eine Quote von 21,1 %. Leon erschien nach der Ausstrahlung online zum Download und war auf dem Festival-Album enthalten. Das Lied erreichte Platz eins der südkoreanischen Gaon-Charts.
IU siebte EP, Chat-Shire, erschien am 23. Oktober zum Download und am 27. Oktober als physisches Album. IU hatte als Produzentin größere kreative Kontrolle über das Album; sie schrieb die Texte für alle sieben Songs der EP und komponierte fünf der Lieder selbst oder in Kollaboration. Der Hauptsong, Twenty-Three (스물셋 Seumul-set; nicht zu verwechseln mit dem Bonuslied Twenty Three), erreichte bei Veröffentlichung Platz eins der südkoreanischen Charts und viele weitere Songs des Albums erreichten die Top-10. Zudem erreichte Chat-Shire Platz 4 des Billboard Top World Albums Chart. Jeff Benjamin vom Billboard beschrieb die EP als Muss. Es beinhalte IUs bisher persönlichste Musik und The Shower (푸르던 Pureudeon) steche dabei hervor. Am Jahresende nannte das Billboard-Magazin Chat-Shire das sechstbeste K-Pop-Album 2015 und erklärte sich damit, dass IU wisse, wie man den Sound von gestern zu erstaunlichen Ergebnissen fortschreibe.
Trotz der positiven Besprechungen und dem Erfolg des Albums wurde Chat-Shire aufgrund des Liedtextes von Zezé und den Audiosamples im Bonussong Twenty Three kontrovers kritisiert. Zezé wurde inspiriert durch den Erfolgsroman Mein kleiner Orangenbaum des brasilianischen Autors José Mauro de Vasconcelos. Sprecher des südkoreanischen Verlags des Romans, Dongnyok, warfen IU vor, den fünfjährigen Protagonisten der Geschichte als „Sexobjekt“ zu interpretieren und darzustellen. IU entschuldigte sich darauf öffentlich, indem sie sagte, sie habe Zezé nicht so darstellen wollen. Auch der Verlag entschuldigte sich, die Ausdrucksfreiheit nicht anerkannt zu haben. Außerdem warf man IU vor, Audiosamples von Britney Spears’ Gimme More in dem Bonustitel Twenty Three verwendet zu haben. Sowohl IUs Agentur, LOEN Entertainment, als auch der südkoreanische Distributeur von Spears’ Musik, Sony Music, erklärten, prüfen zu wollen, ob es sich um ein Audiosample von Gimme More handle. Der Komponist des Songs verwendete angeblich eine Datei, die er vor längerer Zeit erworben hatte und deren Quelle unklar war. LOEN entschuldigte sich dafür, bei der Albumproduktion nicht sorgfältig gewesen zu sein.
Anstatt wie gewöhnlich das Album über Auftritte in Musikshows zu bewerben, begab sich IU im November und Dezember 2015 auf Tournee. Die Tour begann am 21. November in Seoul, ging über Busan, Daegu und Gwangju, bevor sie die Tournee am 31. Dezember, zurück in Seoul, abschloss. Während dieser veröffentlichte IU für den taiwanischen Markt das Compilation-Album Smash Hits und hatte Auftritte und Autogrammstunden in China, Hongkong und Taiwan. Smash Hits wurde von Warner Music Taiwan publiziert und stieg an die Spitze der taiwanischen K-Pop-Chart KKBOX. Des Weiteren moderierte IU die Jahresend-Musikveranstaltung (Gayo Daejeon) des Senders SBS, an der Seite von Shin Dong-yup. Die Produzenten sagten zu ihrer Entscheidung für die Moderation, IU werde - auch abseits ihres Images als Koreas süße Schwester - sehr geschätzt für ihr musikalisches Talent. Für ihr Engagement für For her kürte das Magazin Ize IU zur Person des Jahres, während GQ Korea sie als Frau des Jahres auszeichnete.

### 2016: Moon Lovers – Scarlet Heart Goryeo

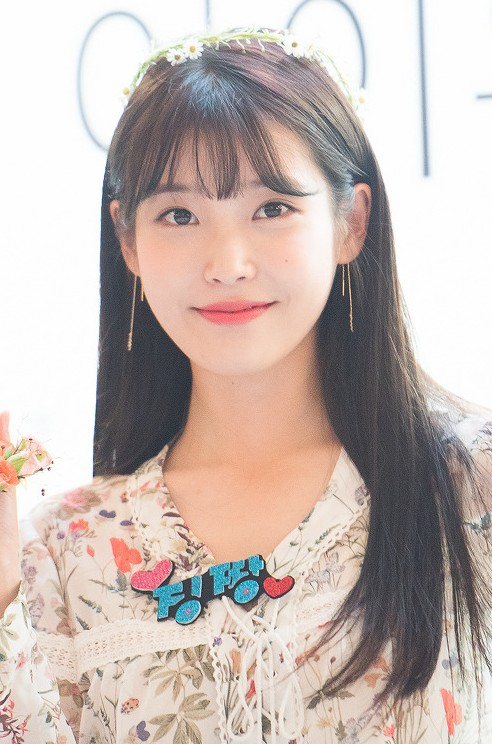
IU während einer Autogrammstunde (2016)

Am 10. Januar 2016 gab IU ein Konzert in Taiwan, wofür die Eintrittskarten innerhalb von zwei Minuten ausverkauft waren. Außerdem wurde angekündigt, dass sie die Hauptrolle in dem Fernsehdrama Moon Lovers – Scarlet Heart Goryeo spielen wird, einem Remake der chinesischen Serie Scarlet Heart. Die Serie lief vom 29. August bis 1. November 2016 auf SBS. IU spielte darin das Mädchen Hae-soo, das während einer Sonnenfinsternis plötzlich in die Zeit der Goryeo-Dynastie zurückversetzt wird. Dabei findet sie sich wieder zwischen den Prinzen des Königreichs in Liebe, Rivalität und den Kampf um den Thron. Es war die erste Fernsehserienproduktion mit Beteiligung der Universal Studios in Südkorea. Trotz des hohen Budgets waren die Einschaltquoten der Serie in Südkorea nur mäßig.
Im November 2016 wurde bekanntgegeben, dass IU ihr Filmdebüt durch einen Cameo-Auftritt in der Action-Noir Real von Lee Jeong-sub geben wird. Dabei spielt sie an der Seite ihrer langjährigen Freundin Bae Suzy, K-Pop-Star Sulli und den Schauspielveteranen Sung Dong-il und Lee Kyeong-yeong. Die Hauptrolle spielt Kim Soo-hyun, mit dem IU bereits in Dream High (2011) zusammenarbeitete.
Im Dezember 2016 gab IU ein Konzert 24 Steps: Hana Deul Set Net (스물네걸음: 하나 둘 셋 넷) in Seoul.

### 2017: Viertes Studioalbum

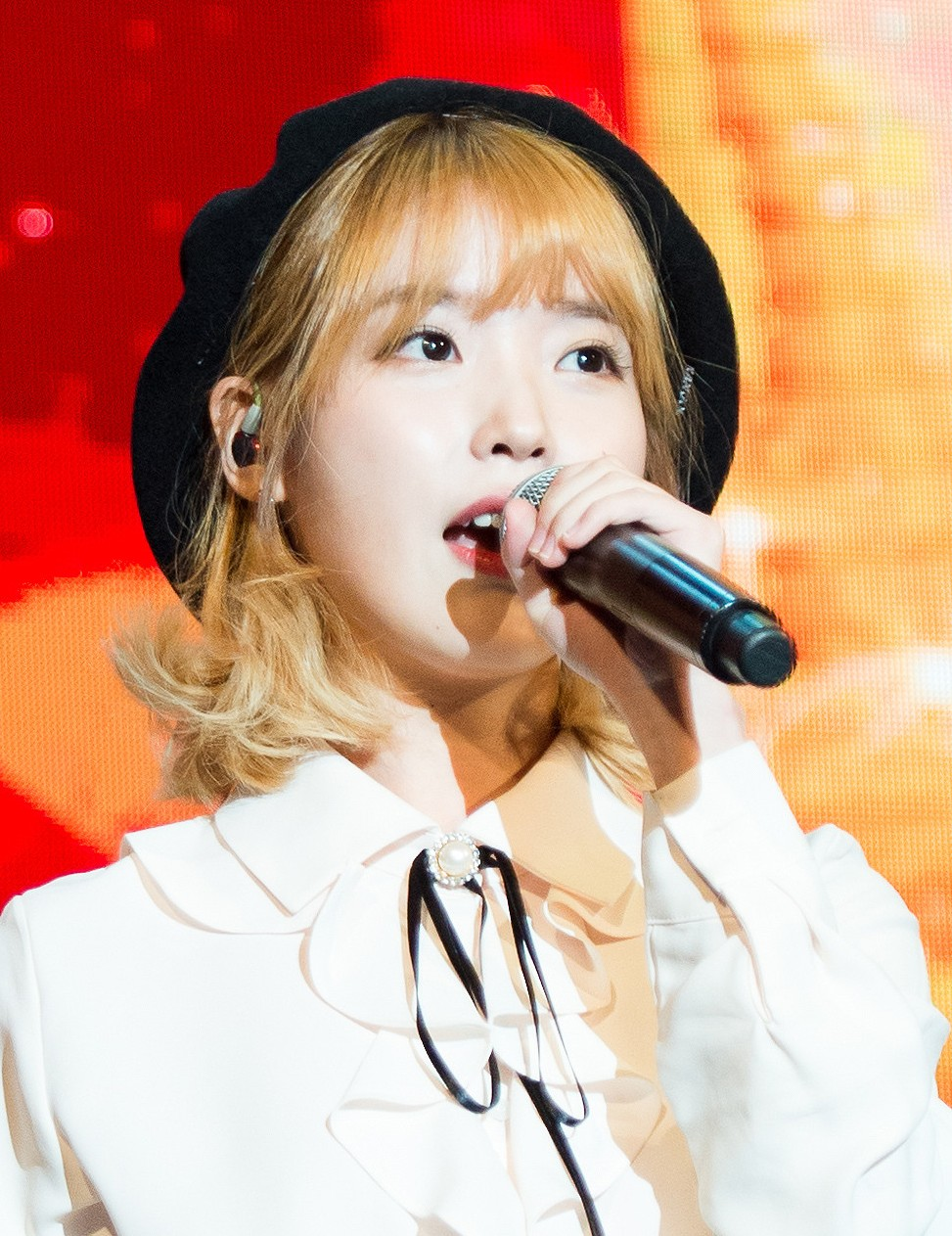
IU bei einem Auftritt im September 2017

Anfang 2017 setzte sie ihre Tournee nach Hongkong und Taiwan fort. Außerdem wurde bekannt, dass sie Geld an ihre ehemalige Oberschule zur Förderung sendete und ein Universitäts-Stipendium für benachteiligte Oberstufenabsolventen etablierte. Ihr viertes Studioalbum Palette erschien im April 2017. Für den Titelsong Palette kollaborierte sie mit dem Rapper G-Dragon. Die Lieder Bampyeonji (밤편지) und Sarang-i Jal (사랑이 잘) wurden bereits zuvor Ende März und Anfang April veröffentlicht. Das Musikmagazin Billboard hob die kreative Kontrolle IUs über das Album lobend hervor, das dem Hörer erlaube, mehr über die Sängerin zu erfahren. Am Jahresende gewann Palette den Melon Music Award in der Kategorie Album des Jahres. Das Billboard nannte Palette schließlich das beste K-Pop-Album 2017, da es beeindruckend und akustisch vielfältig sei und so beweise, dass die persönliche Erfahrung einer Musikerin zu ihrem bisher größten Werk führen könne. In dem Musikvideo zu ihrem Song Ending Scene vom gleichen Album taucht der Schauspieler Kim Soo-hyun auf. Während des Veröffentlichungszeitraums ihres Albums trat IU der Reality-Sendung Hyori’s Home Stay (효리네 민박) bei.
Am 22. September 2017 erschien IU zweites Coveralbum A Flower Bookmark 2 (꽃갈피 둘 Kkotgalpi Dul). Das Album enthält IUs Interpretationen von Liedern, die ursprünglich von den 1960er Jahren bis in die 2000er Jahre veröffentlicht wurden. Die Genres reichten von Folk, Retro, Balladen bis zu Nu-Disco. Zum neunten Jubiläum von IU als Sängerin veröffentlichte sie vorab das Musikvideo zu Autumn Morning (가을 아침 Gaeul Achim) am 18. September. Das Lied erreichte Platz eins in sieben unterschiedlichen Musikcharts der südkoreanischen Medien- und Unterhaltungsindustrie. IU kontaktierte für das Coveralbum die Originalkünstler und fragte nach Erlaubnis, die Songs für ihr Album zu interpretieren. Für den Song Eojetbam Iyagi (어젯밤 이야기 ‚die Geschichte von letzter Nacht‘), im Original von Sobangcha, veröffentlichte sie ein Musikvideo auf YouTube. Außerdem wirkte IU an Lied Love Story von Epik Highs neunten Album mit. Das Lied wurde am 23. Oktober veröffentlicht und erreichte Platz eins diverser Musikcharts.
Am Jahresende begab sich IU wieder auf Tournee, um ihr Album zu bewerben. Bei der jährlichen Umfrage von Gallup Korea wurde IU als populärste Sängerin 2017 (zum zweiten Mal nach 2014) identifiziert. Außerdem gewann sie den Golden Disc Award in der Kategorie Song des Jahres für Through the Night und wurde bei den Mnet Asian Music Awards 2017 als beste Sängerin ausgezeichnet.

### Seit 2018

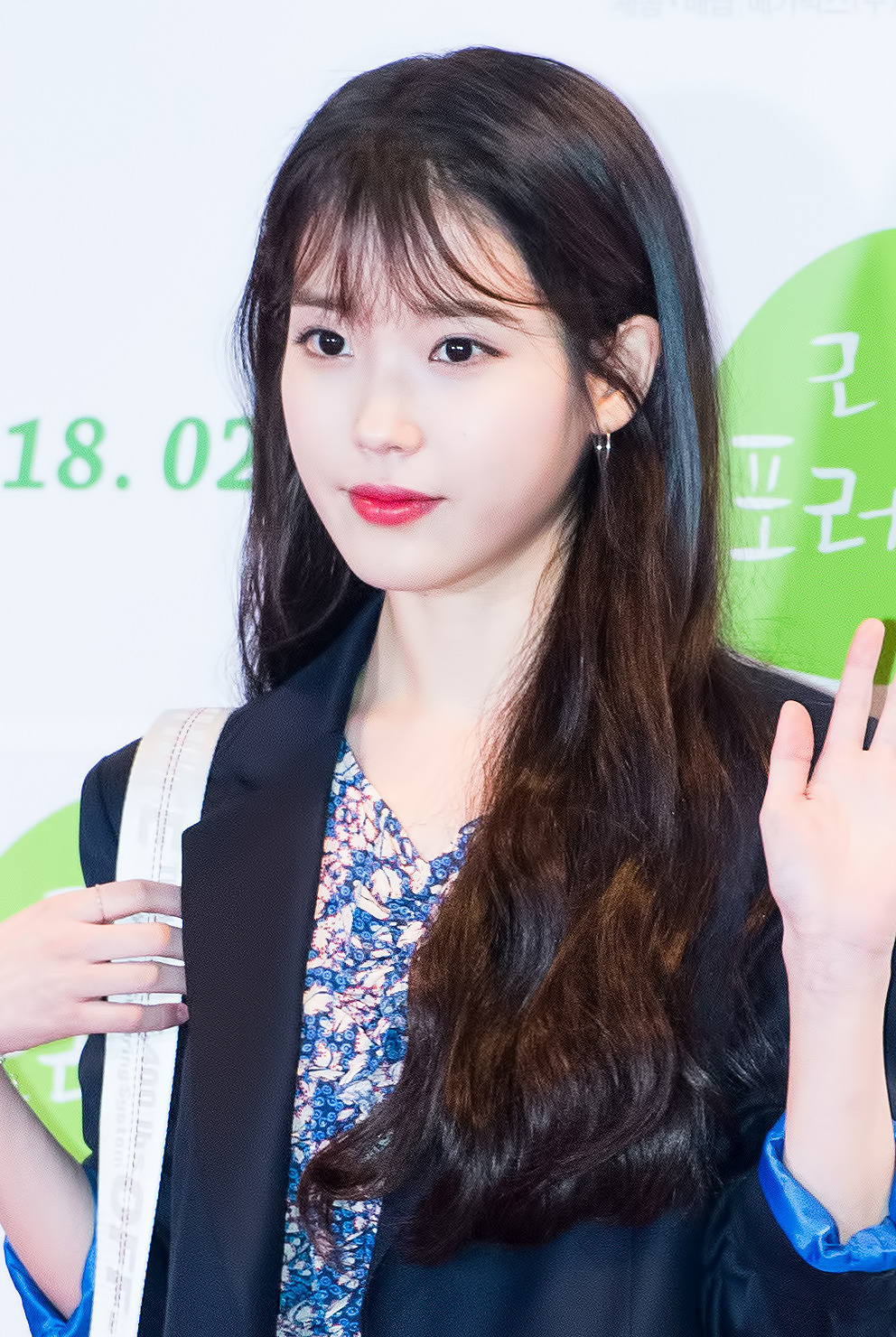
IU bei der Premiere des Films Little Forest (2018)

2018 legte IU ihren Fokus auf die Schauspielkunst und spielte die Hauptfigur in der Fernsehserie My Mister. Des Weiteren kollaborierte sie mit Zico für den Song SoulMate, der am 23. Juli veröffentlicht wurde und die Spitze zahlreicher südkoreanischer Musikcharts erreichte. Um ihr zehnjähriges Jubiläum als Sängerin nach ihrem Debüt im Jahr 2008 zu feiern, veröffentlichte IU am 10. Oktober die Single Bbibbi (삐삐). Zusätzlich wird sie auf Welttournee gehen, um das Jubiläum gebührend zu feiern, beginnend in Busan am 28. Oktober. Das letzte Konzert wird am 25. Dezember in Taipeh (Taiwan) stattfinden.
Nach Caitlin Kelley von Forbes richtet sich Bbibbi an IUs Neider und die Klatschpresse. Allein der Titel sei der Signalton einer Warnung. Sie singt: „Wenn du diese Linie überquerst, handelt es sich um einen Verstoß“. Dabei nimmt sie auch deren Perspektive ein – „Ich frage mich, ob sie weiß, dass alle über sie tratschen“ – und bringe so ihren Spott zum Ausdruck. In dem Lied singt sie immer wieder typische Internetkommentare und richtet sich mit der Zeile „Hello stup-I-D“ an diese Kommentatoren. Ein Wortspiel aus stupid, dem englischen Wort für ‚dumm‘, und ID, bezugnehmend auf die IDs der Nutzer auf Internetseiten. Nach Tamar Herman vom Billboard-Magazin zeige der Song, wie IU zu einer selbstbewussten jungen Frau geworden ist. Wie zuvor Palette und Twenty-Three befasse sich IU auch hier mit ihrer Identität.
Am 11. März 2019 erschien das Musikvideo zu Lovedrunk (술이 달다) von Epik High, in dem IU die Hauptrolle spielt. Tablo von Epik High sagte, es wirke viel mehr wie in Martial-Arts-Kurzfilm als ein typisches Musikvideo. Fans machten die Anspielung, ob es sich bei den Szenen um IUs neuen Film Persona handeln könnte, der für April angekündigt wurde. In dem Episodenfilm Persona von jeweils vier unterschiedlichen Regisseuren wird IU vier verschiedene Persönlichkeiten spielen. Am 27. März 2019 äußerte sich IU bei einer Pressekonferenz in Seoul, dass ihr Filmdebüt ein frisches Experiment sei. Der Film sollte ursprünglich am 5. April weltweit auf Netflix starten. Allerdings kam es zu einem großen Waldbrand in der südkoreanischen Provinz Gangwon. Darauf wurde die Veröffentlichung auf den 11. April verschoben. IU spendete 100 Millionen Won an ChildFund Korea (Kinderhilfswerk) für die Opfer des Brands.
Außerdem spielte IU eine Rolle in Kim Jong-kwans Film Shades of the Heart (아무도 없는 곳), der seine Premiere im Mai 2019 auf dem Jeonju International Film Festival feierte. In der zweiten Jahreshälfte war IU in dem tvN-Fernsehdrama Hotel del Luna an der Seite von Yeo Jin-goo zu sehen. Anfang 2020 wurde bekannt, dass IU die Hauptrolle in Lee Byeong-heons neuen Film Dream an der Seite von Park Seo-joon spielen werde.
Im Mai 2020 veröffentlichte IU den Song Eight, den sie gemeinsam mit Suga von BTS produzierte und aufnahm. Das Lied stieg erfolgreich weltweit in die Charts vieler Downloadanbieter wie iTunes ein.
Auf den 35. Golden Disc Awards im Januar 2021 wurde sie mit dem Preis für den besten Song des Jahres für ihr Lied Blueming ausgezeichnet. Wenige Wochen später erschien am 27. Januar ihr neuer Song Celebrity, eine Vorabveröffentlichung aus ihrem neuen Album LILAC, das im März erscheinen soll.
Im März 2022 arbeitete sie mit dem koreanisch-amerikanischen Rapper Jay Park an der Single Ganadara. Das Lied erreichte den ersten Platz der Billboard K-pop Hot 100.
IU spielte eine der Hauptrollen in dem Film Broker. Es ist die erste koreanische Produktion des japanischen Regisseurs Hirokazu Koreeda. Der Film feierte seine Premiere auf den Internationalen Filmfestspiele von Cannes 2022. In dem Film spielt IU eine junge Mutter, die ihr Neugeborenes in einer Babyklappe aufgibt. Koreeda wurde auf IU aufmerksam, als er während der COVID-19-Pandemie viel Netflix schaute und ihn die Serie My Mister zu Tränen rührte.

### 2024: IU's Kampf gegen digitale Gewalt
EDAM Entertainment, die Agentur der Sängerin, hat rechtliche Schritte gegen Online-Belästigung eingeleitet. Die Agentur gab an, 180 Strafanzeigen gegen Personen eingereicht zu haben, die in Aktivitäten wie Drohungen, Verleumdung, sexueller Belästigung und der Verbreitung obszöner Inhalte verwickelt sind. Dies betrifft insbesondere auch die sogenannten „Sasaeng-Fans“, toxische K-pop-Fans, die das Privatleben von Idolen belästigen.
In Zusammenarbeit mit einer Anwaltskanzlei verfolgt EDAM eine aggressive rechtliche Strategie gegen Vergehen wie falsche Plagiatsvorwürfe, Todesdrohungen und Deepfake-Inhalte. Bislang wurden sechs Personen mit Geldstrafen belegt, drei weitere erhielten Bildungsauflagen. In einem hochkarätigen Fall von Cybermobbing gegen IU hat die Staatsanwaltschaft eine Geldstrafe von 3 Millionen koreanischen Won gefordert, nachdem der Angeklagte unbegründete sexuelle Belästigungsvorwürfe erhoben hatte.
EDAM geht auch gegen internationale Täter vor, die versuchen, durch die Verwendung von ausländischen IP-Adressen der Strafverfolgung zu entgehen. Ein prominenter Fall betraf falsche Spionagevorwürfe gegen IU, bei dem die Ermittlungen durch die Weigerung des Verdächtigen, zu kooperieren, verzögert wurden.

## Diskografie
Studioalben

| Jahr | Titel                   | Höchstplatzierung, Gesamtwochen, AuszeichnungChartplatzierungen (Jahr, Titel, Platzierungen, Wochen, Auszeichnungen, Anmerkungen) | Höchstplatzierung, Gesamtwochen, AuszeichnungChartplatzierungen (Jahr, Titel, Platzierungen, Wochen, Auszeichnungen, Anmerkungen) | Anmerkungen                                                                         | [↑]: gemeinsam behandelt mit vorhergehendem Eintrag; [←]: in beiden Charts platziert |
| Jahr | Titel                   | KR | JP | Anmerkungen                                                                         |                                                                                      |
| ---- | ----------------------- | --- | --- | ----------------------------------------------------------------------------------- | ------------------------------------------------------------------------------------ |
| 2009 | Growing Up              | KR6 (48 Wo.)KR | — | Erstveröffentlichung: 23. April 2009; Chartplatzierungen ab 2010 Verkäufe: + 22.400 |                                                                                      |
| 2011 | Last Fantasy            | KR1 (73 Wo.)KR | — | Erstveröffentlichung: 29. November 2011 Verkäufe: + 125.000                         |                                                                                      |
| 2013 | Modern Times            | KR1 (75 Wo.)KR | JP69 (1 Wo.)JP | Erstveröffentlichung: 8. Oktober 2013                                               |                                                                                      |
| 2013 | Modern Times – Epilogue | KR4 (1 Wo.)KR[JP: ↑] | JP69 (1 Wo.)JP | Erstveröffentlichung: 20. Dezember 2013                                             |                                                                                      |
| 2017 | Palette                 | KR1 (141 Wo.)KR | JP96 (1 Wo.)JP | Erstveröffentlichung: 21. April 2017 Verkäufe: + 74.810                             |                                                                                      |
| 2021 | Lilac                   | KR1 Platin · (62 Wo.)KR | JP23 (1 Wo.)JP | Erstveröffentlichung: 25. März 2021 Verkäufe: + 250.000                             |                                                                                      |

grau schraffiert: keine Chartdaten aus diesem Jahr verfügbar

## Filmografie

### Fernsehserien
- 2011: Dream High
- 2012: Dream High 2 (Gastauftritt)
- 2013: You’re the Best, Lee Soon-shin (최고다 이순신 Choegoda I Sun-sin)
- 2013: Pretty Man
- 2015: Producer
- 2016: Moon Lovers: Scarlet Heart Ryeo (달의 연인 – 보보경심 려 Dal-ui Yeonin – Bobogyeongsim Ryeo)
- 2018: My Mister (나의 아저씨 Na-ui Ajeossi)
- 2019: Hotel del Luna (호텔 델루나)

### Filme
- 2019: Persona (페르소나)
- 2019: Shades of the Heart (아무도 없는 곳 Amudo Eomneun Got)
- 2022: Broker (브로커 Beurokeo)
- 2023: Dream

### Weitere Kinoveröffentlichung
- 2023: IU Concert: The Golden Hour (spezieller Schnitt für Kinos)

## Auszeichnungen
- 2012

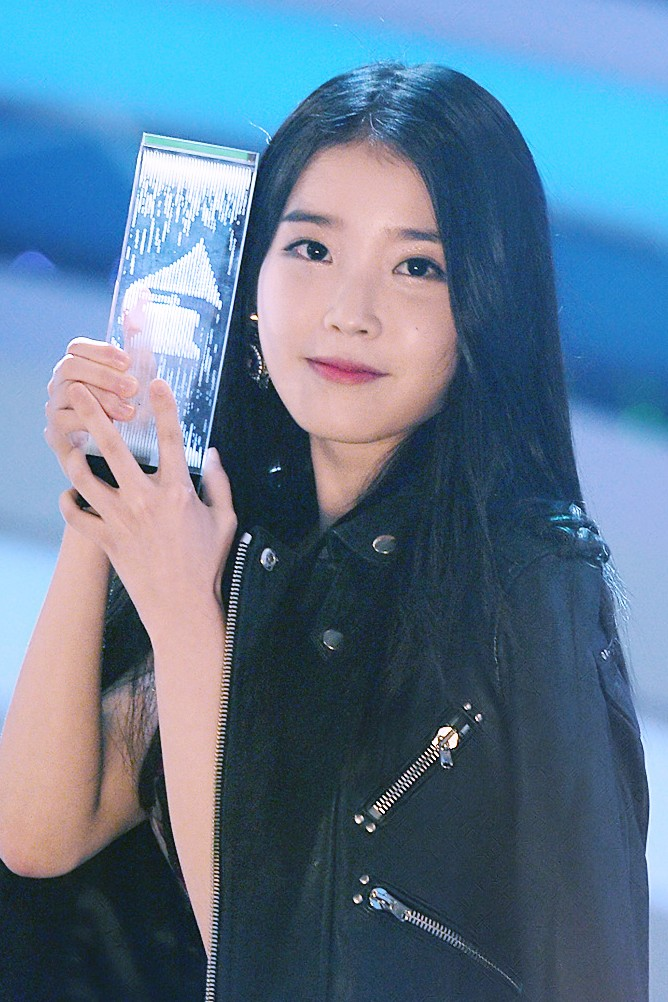
IU auf den Melon Music Awards am 13. November 2014.

  - Seoul Music Award in der Kategorie Bestes Album (Last Fantasy)
  - Korean Music Award in der Kategorie Song des Jahres (Good Day; Joheun Nal)
- 2017
  - Mnet Asian Music Award in der Kategorie Best Female Artist
  - Melon Music Award
    - in der Kategorie Best Album of the Year (Palette)
    - in der Kategorie Best Song Writer
    - in der Kategorie Top 10 Artists
- 2018
  - Golden Disk Awards
    - Digital Daesang (Hauptpreis) (Through the Night)
    - Digital Bonsang

  - Seoul Music Award in der Kategorie Album des Jahres (Palette)
  - Gaon Chart Music Awards[200]
    - Artist of the Year (Digital Music - Monthly) - March + April
    - Long-Run Song of the Year Award
    - Lyricist of the Year Award

  - Korean Music Award in der Kategorie Bestes Pop Album (Palette)
  - Asia Artist Awards[201]
    - StarPay Popularity Award
    - Asia Hot-tist Award
    - Artist of the Year
    - Best Actor

  - Melon Music Award in der Kategorie Best R&B/Soul (Bbibbi)